# Puente de Santiago
El puente de Santiago es un puente sobre el río Ebro en Zaragoza (Aragón, España). Fue inaugurado el 13 de marzo de 1967 bajo la alcaldía de Luis Gómez Laguna para completar los cruces del Ebro en el Casco Antiguo por el oeste (el puente de Piedra cubría el centro y el puente de Hierro el este) siguiendo un vado antiguamente cubierto por barcas y pasarelas. Su construcción llevó aparejada la de un basamento en el lecho del río, con duras condiciones de trabajo para los obreros de la época.

## Historia
El proyecto del Puente de Santiago fue licitado por la Jefatura de Puentes y Estructuras del Ministerio de Obras Públicas (M.O.P.). El autor del proyecto y de los reformados fue  Tomás Mur Vilaseca, ingeniero de caminos, canales y puertos e ingeniero aeronáutico. La redacción del proyecto finalizó el 20 de mayo de 1956, y la del reformado el 30 de junio de 1967.
La ejecución corrió a cargo del Ministerio de Obras Públicas con la colaboración del ayuntamiento de Zaragoza. La construcción, llevada a cabo por la empresa Dragados y Construcciones S.A. fue dirigida por el propio Tomás Mur Vilaseca y por el ayudante de obras públicas Manuel Bañón Sacristán.

## Descripción
La estructura del puente está constituida por dos partes bien diferenciadas. La primera comprende dos arcos de hormigón armado de 65 metros de luz sobre el cauce del río, y la segunda dos tramos rectos de desagüe complementario de 18 metros de luz, situados sobre una zona de la margen izquierda que queda como inundable en avenidas. Entre los dos arcos apoya un tramo central de 30 metros y entre los dos estribos de ambas márgenes y los arcos, dos tramos extremos de 18 metros.
Toda la superestructura y plataforma del puente, cuya anchura total es de 32 metros, está dividida longitudinalmente en dos partes independientes.
Tanto el tramo central como los tramos extremos y los del desagüe suplementario están compuestos por 26 vigas de hormigón pretensado de canto variable, entre una máxima para las del centro hasta un mínimo en las de aceras. Los apoyos de las vigas son de neopreno. Los estribos y las pilas del desagüe complementario son de hormigón en masa.
Todas las vigas se fabricaron con hormigón vibrado de 450 kg de supercemento (denominación de la época) y encofrado metálico.
Tanto en el apoyo central como en los dos apoyos extremos, la cimentación está formada por tres cajones hincados por aire comprimido. Sus profundidades oscilan entre los 12 metros para el apoyo central, los 10 metros para el estribo izquierdo y los 8 para el estribo derecho.
El alzado del estribo de la margen derecha se prolonga en dos muros de acompañamiento, lo que obliga en sus cimentaciones a la hinca de sendos cajones de aire comprimido a 5 metros de profundidad.
Fue remodelado como parte de las obras asociadas a la Exposición Internacional Zaragoza 2008.

## Información general

### Mediciones
- Longitud total de la obra de fábrica: 186,9 metros
- Cimentaciones:
  - Excavación a cielo abierto: 13.486 m3
  - Excavación con aire comprimido: 11.795 m3
  - Hormigón en bloques y relleno y en apoyos del desagüe suplementario: 16.110 m3
  - Acero laminado: 38 t
  - Acero redondo en armaduras: 152 t
- Alzados
  - Estribos, pilas y muros
    - Hormigón: 6.418 m3
    - Acero redondo en armaduras: 61 t

  - Arcos:
    - Hormigón para armar: 5.922 m3
    - Acero redondo en armaduras: 61 t

  - Tramos pretensados:
    - Hormigón armado para pretensar: 1.848 m3
    - Acero redondo en armaduras: 76 t
    - Acero especial para pretensar: 76 t

### Presupuesto y coste unitario (en pesetas)
- Cimentaciones: 29.749.000
- Alzados: 33.675.000
- Accesos y obras accesorias: 2.106.000
- Total ejecución material: 65.530.000
- Coste en m² de planta (sin cimentaciones): 5.946.000
- Coste en m² de planta (cimentaciones): 5.253.000
- Presupuesto general, por contrata: 75.359.800
- Coste de liquidación de las obras: 91.473.803

## Galería

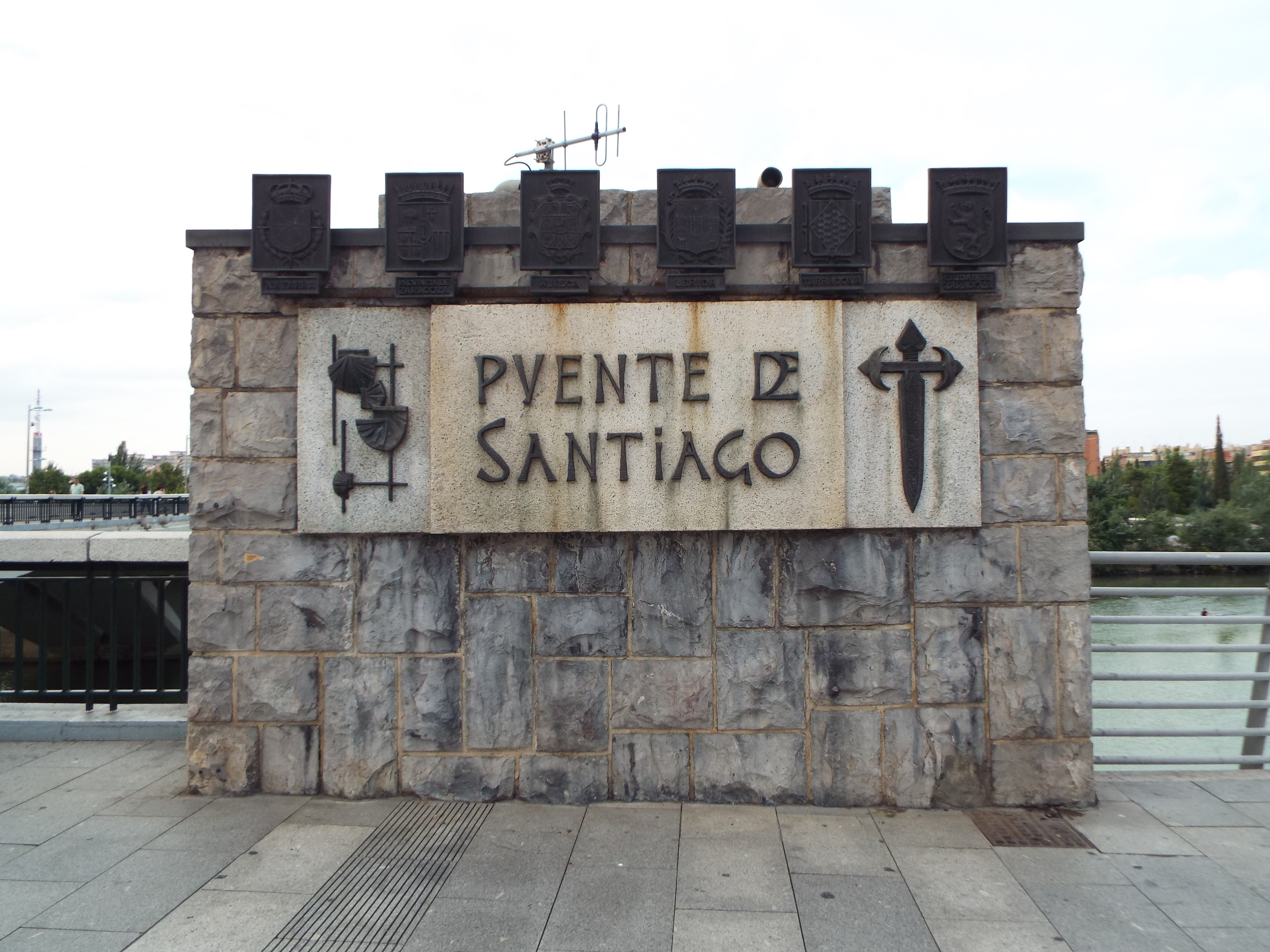
Cartel
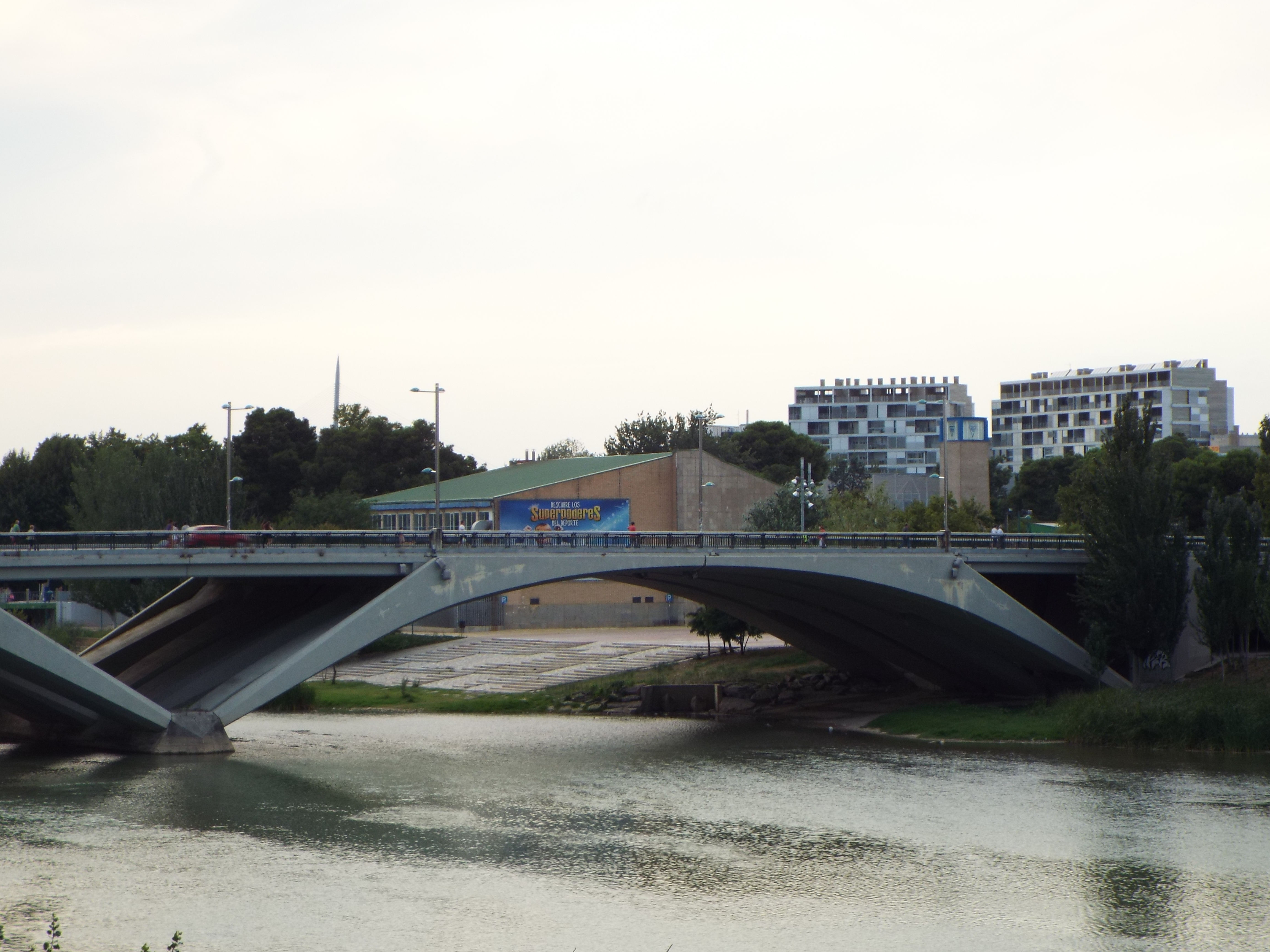
Cara este del puente
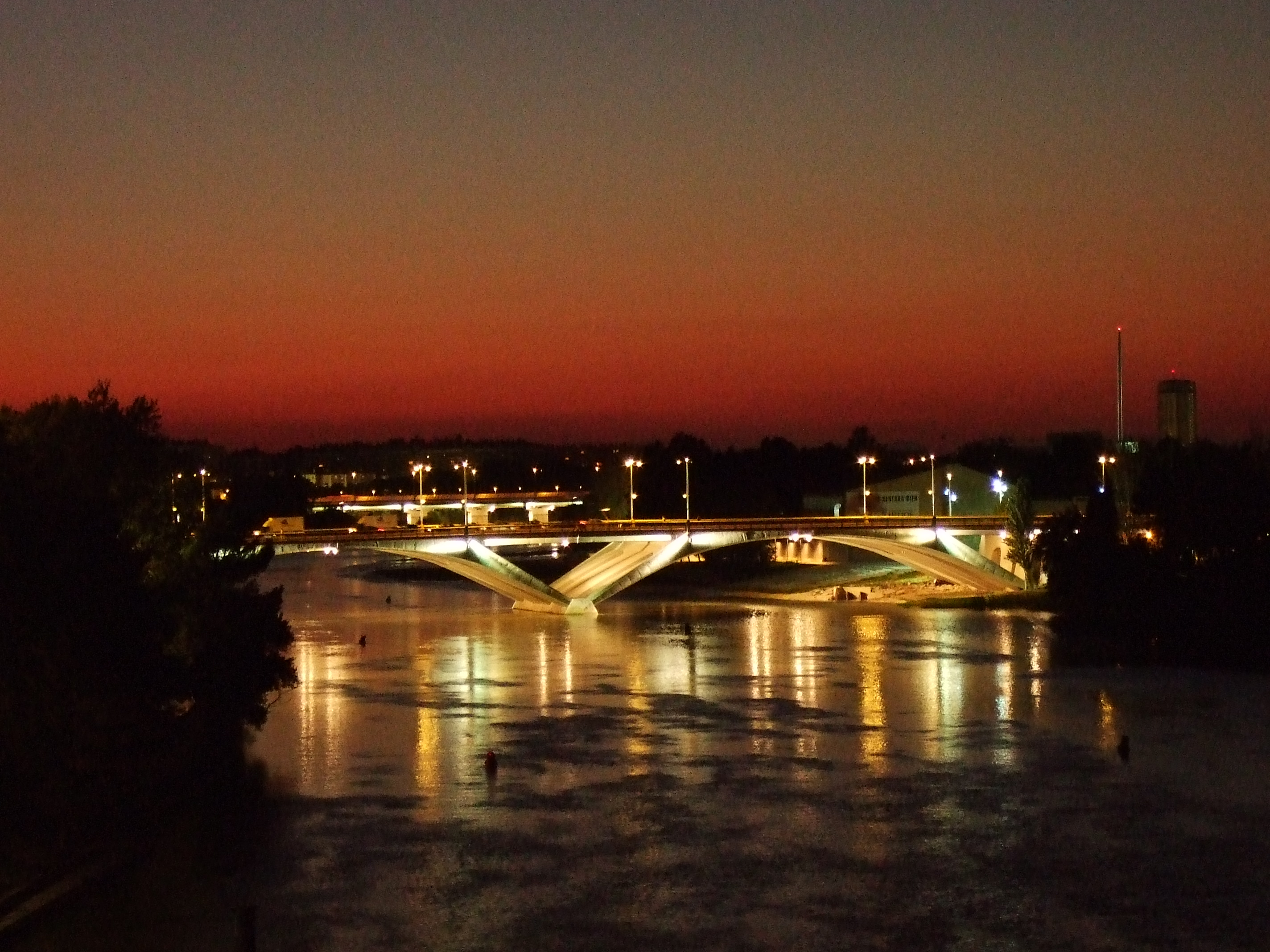
El puente de noche
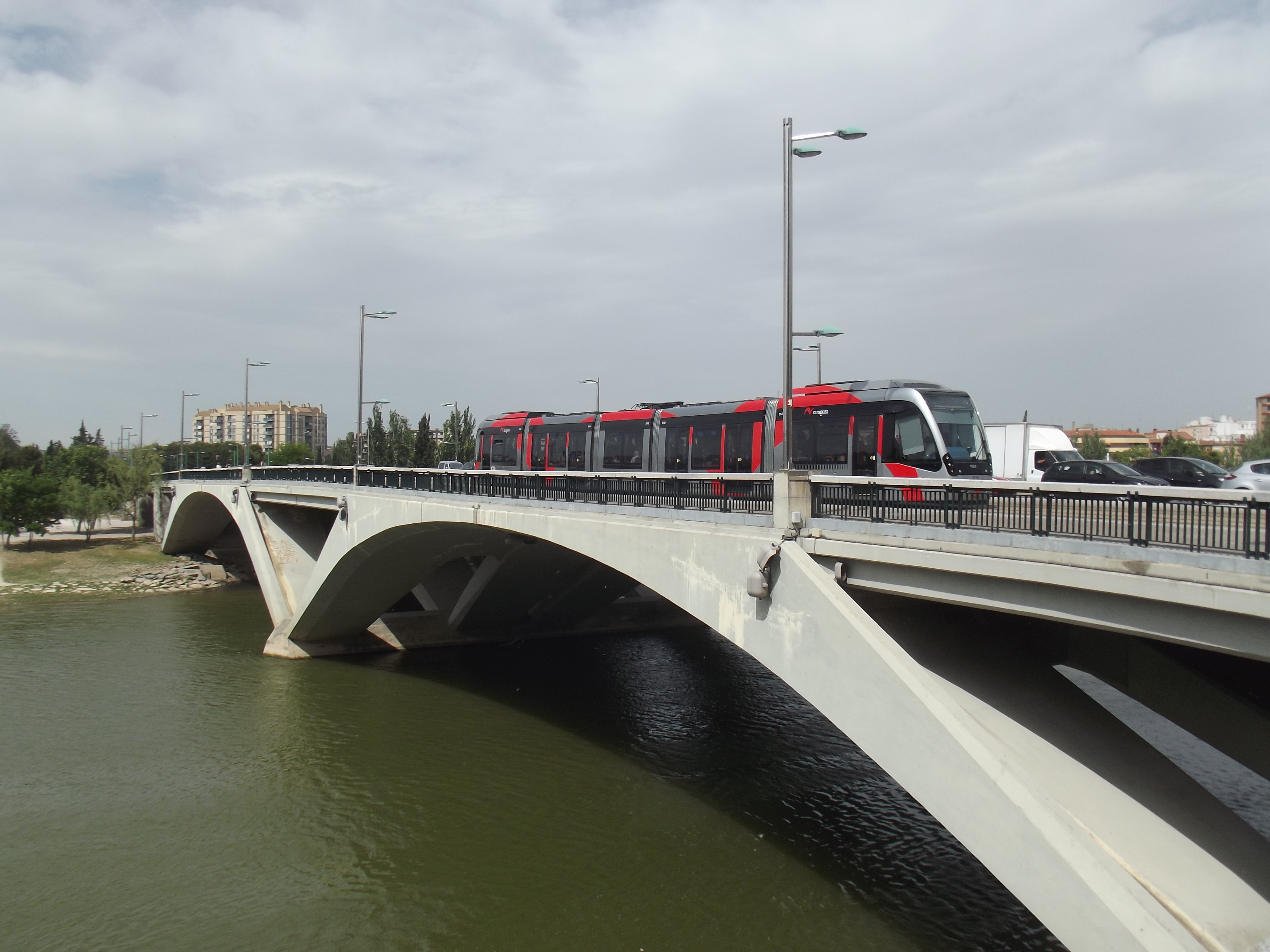
Tranvía atravesando el puente